# White Oak (Texas)
La ville américaine de White Oak est située dans le comté de Gregg, dans l’État du Texas. Sa population s’élevait à 6 469 habitants lors du recensement de 2010.

## Source
- (en) Cet article est partiellement ou en totalité issu de l’article de Wikipédia en anglais intitulé « White Oak, Texas » (voir la liste des auteurs).